# Western Distributor
Der Western Distributor ist eine kurze Stadtautobahn im Zentrum von Sydney im Osten des australischen Bundesstaates New South Wales. Er verbindet den Bradfield Highway und den Cahill Expressway im Zentrum von Sydney mit der Victoria Road und dem City West Link in Rozelle.

## Geschichte

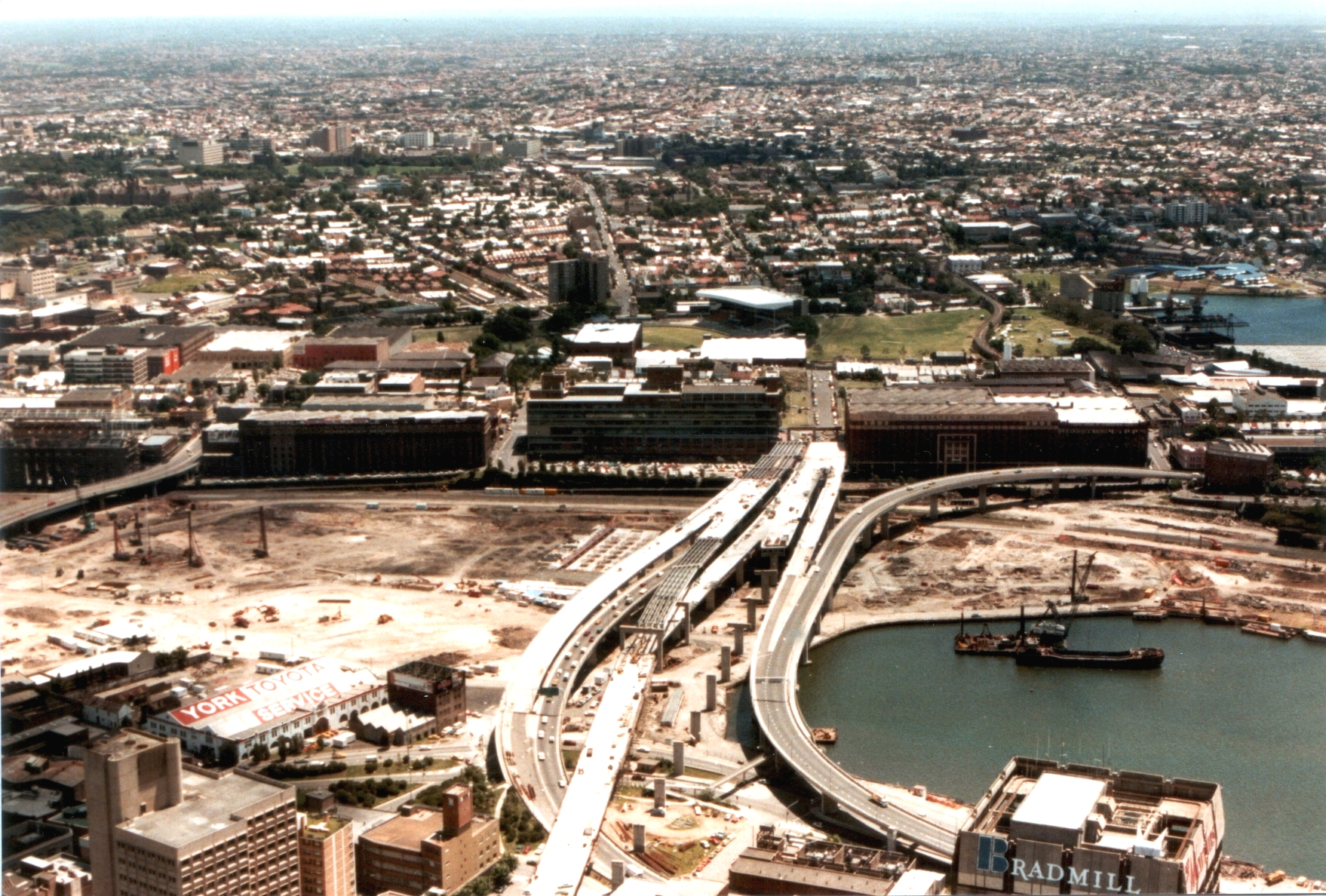
Bau des Western Distributor in den 1980er-Jahren

Der Western Distributor wurde in den 1960er-Jahren geplant, als klar war, dass die damals existierenden Zufahrtsstraßen zur Sydney Harbour Bridge schon die damaligen und erst recht nicht die für die Zukunft prognostizierten Verkehrsvolumina aufnehmen konnten. Wegen der bereits bestehenden Infrastruktur und den Gebäuden in der Gegend beschloss man, ein Viadukt zu bauen, das den Verkehr über den Straßen der Stadt führen sollte.
Die neue Straße wurde ab September 1972 in Stufen eröffnet. Die letzte Stufe war die ANZAC Bridge im Dezember 1995. Der Western Distributor ersetzte die dauernd verstopfte Route aus der Innenstadt heraus über die Pyrmont Bridge (geschlossen 1988) und die Glebe Island Bridge (geschlossen 1995).

### Aufgelassener Streckenabschnitt
Unterhalb des Western Distributor gibt es an dessen nördlichem Ende, zwischen Sussex Street und Kent Street, eine aufgelassene Fahrbahn. Es handelt sich dabei um ein kurzes Stück Freeway in Hochlage. Die Fahrbahn darüber wird laufend genutzt, aber die untere hängt in der Luft; sie wurde an beiden Enden abgekoppelt.

## Verlauf
Der Western Distributor ist eine ungewöhnliche Autobahn. Stadteinwärts führt sie nach Osten, nach Südosten nach der ANZAC Bridge, erneut nach Osten, nach Norden und danach schließlich nach Nordosten. Sie verteilt den Verkehr aus dem Norden der Stadt (daher der Name), sammelt den Verkehr aus der Innenstadt und verteilt ihn durch Pyrmont und Ultimo, bevor sie ihn über die ANZAC Bridge führt. In Richtung stadteinwärts nimmt sie den Verkehr von der Victoria Road (S40) und dem City West Link (Met-4), sowie von diversen Einfahrten aus Pyrmont und Ultimo, auf. Der Verkehr wird in die Innenstadt über verschiedene Ausfahrten in Pyrmont und der westlichen Innenstadt, sowie über den Cross-City-Tunnel (S76) verteilt. Der verbleibende Verkehr wird zum Bradfield Highway (Met-1) geführt, da ein Abbiegen in den Cahill Expressway (Met-1) nicht möglich ist. (Wer auf dem Western Distributor nach Osten fährt und zum östlichen Rand der Innenstadt will, muss in den Cross-City-Tunnel abbiegen oder durch die verstopften Straßen der Innenstadt fahren.)

## Geplanter Ausbau
Beim Bau des Western Distributor war dieser Teil des Freeway-Korridors F3, der als North West Freeway geplant war. Wegen Protesten der Bevölkerung der Innenstadt kamen diese Pläne aber nie zum Tragen.